# Nati nel 1106
| Questa pagina contiene informazioni ricavate automaticamente dalle voci biografiche con l'ausilio del template Bio e di un bot. L'aggiornamento è periodico e automatico e ricostruisce completamente la pagina. Se manca una persona in questa lista, sei pregato di non aggiungerla, ma accertati piuttosto che la sua voce biografica contenga il template Bio e che i dati anagrafici siano correttamente compilati. Se il template Bio manca, inseriscilo tu stesso o, in alternativa, metti l'avviso {{tmp\|Bio}} che ne segnala la mancanza. Se i dati riportati sono sbagliati, correggi direttamente la voce biografica; le modifiche saranno visibili in questa lista entro pochi giorni. Per chiarimenti vedi il progetto biografie. La lista contiene solo le 7 persone che sono citate nell'enciclopedia e per le quali è stato implementato correttamente il template Bio. Pagina aggiornata al 10 feb 2025. |

- Alessio Comneno, nobile bizantino († 1142)
- Corrado II di Lussemburgo, nobile († 1136)
- Magnus I di Götaland, principe danese († 1134)
- Khwaja Ahmad Yasavi, poeta e mistico turco († 1166)
- Hugh de Beaumont, I conte di Bedford, nobile inglese
- Walter fitz Alan, scozzese († 1177)
- Ahmad al-Rifa'i, giurista e mistico arabo († 1182)